# Cypr na Letnich Igrzyskach Olimpijskich 2024
Cypr na Letnich Igrzyskach Olimpijskich 2024 – reprezentacja Cypru na Letnich Igrzyskach Olimpijskich 2024 odbywających się w dniach 26 lipca – 11 sierpnia 2024 roku w Paryżu. Zawodnicy reprezentujący kraj po raz dwunasty wzięli udział w letnich igrzyskach olimpijskich. Reprezentacja składała się z 15 sportowców – 9 kobiet i 6 mężczyzn, którzy konkurowali w dziewięciu dyscyplinach.

## Zdobyte medale
| Medal  | Zawodnik        | Dyscyplina | Konkurencja | Rezultat | Data       |
| ------ | --------------- | ---------- | ----------- | -------- | ---------- |
| Srebro | Pawlos Kondidis | Żeglarstwo | ILCA 7      | 56 pkt.  | 7 sierpnia |

## Skład reprezentacji

### Gimnastyka

#### Sportowa
| Zawodnik       | Konkurencja             | Wynik  | Pozycja | Źródło |
| -------------- | ----------------------- | ------ | ------- | ------ |
| Marios Jeorjiu | ćwiczenia na drążku (m) | 13,333 | 6.      | [ 3 ]  |

#### Artystyczna
| Zawodniczka     | Konkurencja           | Kwalifikacje | Kwalifikacje | Kwalifikacje | Kwalifikacje | Kwalifikacje | Finał | Finał | Finał | Finał | Finał | Pozycja | Źródła |
| Zawodniczka     | Konkurencja           | O            | P            | M            | W            | Razem        | O     | P     | M     | W     | Razem | Pozycja | Źródła |
| --------------- | --------------------- | ------------ | ------------ | ------------ | ------------ | ------------ | ----- | ----- | ----- | ----- | ----- | ------- | ------ |
| Vera Tugolukova | wielobój indywidualny | 31,150       | 31,200       | 30,600       | 28,800       | 121,750      | NQ    | NQ    | NQ    | NQ    | NQ    | 16.     | [ 4 ]  |

O – obręcz
P – piłka
M – maczugi
W – wstążka

### Judo
| Zawodniczka   | Konkurencja  | 1/16                | 1/8                 | Ćwierćfinał         | Półfinał            | Finał/BM            | Pozycja | Źródła |
| Zawodniczka   | Konkurencja  | Przeciwniczka Wynik | Przeciwniczka Wynik | Przeciwniczka Wynik | Przeciwniczka Wynik | Przeciwniczka Wynik | Pozycja | Źródła |
| ------------- | ------------ | ------------------- | ------------------- | ------------------- | ------------------- | ------------------- | ------- | ------ |
| Sofia Asvesta | do 52 kg (k) | Iraoui W 1-0        | Buchard P 0-10      | NQ                  | NQ                  | NQ                  | 9.      | [ 5 ]  |

### Kolarstwo szosowe
| Zawodniczka        | Konkurencja       | Czas    | Pozycja | Źródła |
| ------------------ | ----------------- | ------- | ------- | ------ |
| Antri Christoforou | start wspólny (k) | 4:10,20 | 62.     | [ 6 ]  |

### Lekkoatletyka

#### Konkurencje biegowe
| Zawodnik          | Konkurencja            | Eliminacje | Eliminacje | Repasaże | Repasaże | Półfinał | Półfinał | Finał | Finał   | Pozycja | Źródła             |
| Zawodnik          | Konkurencja            | Czas       | Pozycja    | Czas     | Pozycja  | Czas     | Pozycja  | Czas  | Pozycja | Pozycja | Źródła             |
| ----------------- | ---------------------- | ---------- | ---------- | -------- | -------- | -------- | -------- | ----- | ------- | ------- | ------------------ |
| Olivia Fotopoulou | 100 m (k)              | 11,50      | 7.         | NQ       | NQ       | NQ       | NQ       | NQ    | NQ      | 50.     | [ 7 ]              |
| Olivia Fotopoulou | 200 m (k)              | 23,07      | 5.         | 22,92    | 1.       | 22,98    | 8.       | NQ    | NQ      | 23.     | [ 8 ] [ 9 ] [ 10 ] |
| Milan Trajković   | 110 m przez płotki (m) | 13,43      | 4.         | BYE      | BYE      | 13,32    | 3.       | NQ    | NQ      | 9.      | [ 11 ] [ 12 ]      |

#### Konkurencje techniczne
| Zawodniczka      | Konkurencja    | Kwalifikacje | Kwalifikacje | Finał  | Finał   | Źródła        |
| Zawodniczka      | Konkurencja    | Wynik        | Pozycja      | Wynik  | Pozycja | Źródła        |
| ---------------- | -------------- | ------------ | ------------ | ------ | ------- | ------------- |
| Elena Kulichenko | skok wzwyż (k) | 1,92 m       | 4.           | 1,95 m | 7.      | [ 13 ] [ 14 ] |

### Pływanie
| Zawodnik         | Konkurencja               | Eliminacje | Eliminacje | Półfinał | Półfinał | Finał | Finał   | Pozycja | Źródła |
| Zawodnik         | Konkurencja               | Czas       | Pozycja    | Czas     | Pozycja  | Czas  | Pozycja | Pozycja | Źródła |
| ---------------- | ------------------------- | ---------- | ---------- | -------- | -------- | ----- | ------- | ------- | ------ |
| Kalia Antoniou   | 100 m stylem dowolnym (k) | 54,75      | 6.         | NQ       | NQ       | NQ    | NQ      | 18.     | [ 15 ] |
| Nikolas Antoniou | 100 m stylem dowolnym (m) | 50,35      | 1.         | NQ       | NQ       | NQ    | NQ      | 43.     | [ 16 ] |

### Strzelectwo
| Zawodniczka         | Konkurencja | Kwalifikacje | Kwalifikacje | Finał | Finał   | Źródła |
| Zawodniczka         | Konkurencja | Wynik        | Pozycja      | Wynik | Pozycja | Źródła |
| ------------------- | ----------- | ------------ | ------------ | ----- | ------- | ------ |
| Konstantia Nikolaou | skeet (k)   | 116          | 20.          | NQ    | NQ      | [ 17 ] |

### Szermierka
| Zawodnik       | Konkurencja | 1/32 finału        | 1/16 finału      | 1/8 finału       | Ćwierćfinał      | Półfinał         | Finał/BM         | Pozycja | Źródła |
| Zawodnik       | Konkurencja | Przeciwnik Wynik   | Przeciwnik Wynik | Przeciwnik Wynik | Przeciwnik Wynik | Przeciwnik Wynik | Przeciwnik Wynik | Pozycja | Źródła |
| -------------- | ----------- | ------------------ | ---------------- | ---------------- | ---------------- | ---------------- | ---------------- | ------- | ------ |
| Alex Tofalides | floret (m)  | Wojtkowiak W 15-10 | Itkin P 10-15    | NQ               | NQ               | NQ               | NQ               | 31.     | [ 18 ] |

### Żeglarstwo

#### Konkurencje z wyścigiem medalowym
| Zawodnik        | Konkurencja | Wyścig | Wyścig | Wyścig | Wyścig | Wyścig | Wyścig | Wyścig | Wyścig | Wyścig | Wyścig | Wyścig | Punkty | Pozycja | Źródła |
| Zawodnik        | Konkurencja | 1      | 2      | 3      | 4      | 5      | 6      | 7      | 8      | 9      | 10     | M      | Punkty | Pozycja | Źródła |
| --------------- | ----------- | ------ | ------ | ------ | ------ | ------ | ------ | ------ | ------ | ------ | ------ | ------ | ------ | ------- | ------ |
| Pawlos Kondidis | ILCA 7      | 17     | 5      | 27     | 5      | 10     | 5      | 3      | 7      | -      | -      | 4      | 56     | srebro  | [ 2 ]  |
| Marilena Makri  | ILCA 6      | 32     | 17     | 29     | 31     | 26     | 26     | 30     | 17     | 19     | -      | NQ     | 195    | 30.     | [ 19 ] |

#### Konkurencje eliminacyjne
| Zawodnik      | Konkurencja      | Wyścig | Wyścig | Wyścig | Wyścig | Wyścig | Wyścig | Wyścig | Wyścig | Wyścig | Wyścig | Wyścig | Wyścig | Wyścig | Wyścig | Punkty | QF | SF | Finał | Pozycja | Źródła |
| Zawodnik      | Konkurencja      | 1      | 2      | 3      | 4      | 5      | 6      | 7      | 8      | 9      | 10     | 11     | 12     | 13     | 14     | Punkty | QF | SF | Finał | Pozycja | Źródła |
| ------------- | ---------------- | ------ | ------ | ------ | ------ | ------ | ------ | ------ | ------ | ------ | ------ | ------ | ------ | ------ | ------ | ------ | -- | -- | ----- | ------- | ------ |
| Natasa Lappa  | iQFoil (k)       | 16     | 25 DQ  | 7      | 17     | 20     | 21     | 16     | 10     | 6      | 16     | 13     | 25 DQ  | 6      | 22     | 170    | NQ | NQ | NQ    | 19.     | [ 20 ] |
| Denis Taradin | Formuła Kite (m) | 11     | 4      | 12     | 6      | 16     | 16     | 19     | -      | -      | -      | -      | -      | -      | -      | 49     | -  | NQ | NQ    | 12.     | [ 21 ] |